# Ґергард Швенцер

Ґергард Швенцер (нім. Gerhard Schwenzer; нар. 1 жовтня 1938 року, Льорх, Гессен) — німецький римо-католицький єпископ, єпископ Осло (1983—2005).

## Біографічні відомості
Навчався в школі в своєму рідному місті Лорх, але після чотирьох років переїхав в монастирську школу в Нідерлянштайн. Там він здобув середню освіту, після чого вступив до чернечого згромадження Пресвятих Сердець Ісуса і Марії.
Після трирічного новіціату розпочав філософські студії в Сімпельвельд (Нідерланди). Потім він вивчав теологію в університетах Рима та Гейдельберга, де отримав докторський ступінь. 18 липня 1964 року він був висвячений на священика.
Під час Другого Ватиканського собору співпрацював з лютеранським богословом Едмундом Шлінком. У той же час він викладав систематичне богослов'я в Сімпельвельд.
29 серпня 1975 року Папа Римський Павло VI призначив священика Ґергарда Швенцера апостольським вікарієм центральної Норвегії, а після перетворення вікаріату в незалежну територіальну прелатуру (1979) він став першим її прелатом. 7 грудня 1975 року в храмі святого Олафа в Тронгеймі він був висвячений на титулярного єпископа Гоуляра (головним святителем був єпископ Осло Йон Віллем Ніколайсен Гран).
2 червня 1981 року папа Іван-Павло II призначив Ґергарда Швенцера єпископом-коад'ютором єпархії Осло. 26 листопада 1983 року, після відставки свого попередника, він перебрав керівництво в єпархії, залишаючись, крім того, до 9 лютого 1988 року апостольським адміністратором територіальної прелатури Тронгейма.
Ґергард Швенцер був головою Конференції єпископів Скандинавії. 29 липня 2005 року пішов у відставку за станом здоров'я. Його наступником на престолі дієцезії Осло став єпископ Маркус Бернт Ейдсвіг.